# Phillip Cocu
Phillip John William Cocu (* 29. října 1970 Eindhoven) je bývalý nizozemský fotbalový záložník, který naposledy působil jako hlavní trenér Vitesse Arnhem.

## Klubová kariéra

### PSV Eindhoven
Mezi roky 1995 až 1998 působil v PSV Eindhoven. Kolem Cocua hráli talentovaní fotbalisté jako Luc Nilis, Jaap Stam nebo Boudewijn Zenden a toto mužstvo si v ročníku 1995/96 došlo pro nizozemský domácí pohár.

### FC Barcelona
Před sezónou 1998/99 posílil španělskou (katalánskou) Barcelonu, kterou vedl nizozemský kouč Louis van Gaal. S jeho příchodem se tak ještě rozšířila už tak početná kolonie nizozemských fotbalistů čítající mimo jiné Ruuda Hespa, Michaela Reizigera, Winstona Bogardeho, Franka de Boera a Ronalda de Boera, Patricka Kluiverta a Boudewijna Zendena.
Premiérová sezóna byla podařená, katalánský celek vybojoval mistrovský titul.
V další sezóně se titul obhájit nepodařilo, v Lize mistrů dokráčelo mužstvo do semifinále. Cocu ve skupinovém zápase na hřišti Arsenalu zaznamenal jeden gól a jednu asistentci, Barcelona zvítězila 4:2. V 15. minutě nedovoleně zastavil jeho průnik Tony Adams, následnou penaltu proměnil útočník Rivaldo. Ve druhém poločase Cocu po přihrávce od Guardioly střelou překonal brankáře Davida Seamana.
V roku 2003 začal mužstvo trénovat Frank Rijkaard, jeho první rok v Barceloně byl pro Cocua naopak posledním. Na jaře v týmu hostoval jeho reprezentační spoluhráč Edgar Davids, jejich spolupráce ve středu pole umožnila Xavimu hrát více směrem dopředu.
V La Lize Barcelona skončila nakonec druhá.

### PSV Eindhoven (návrat)
V létě 2004 odešel nazpět do Eindhovenu, kde podepsal dvouletou smlouvu.
Pod vedením Guuse Hiddinka se nizozemský klub probojoval do semifinále. Proti AC Milán PSV nejprve prohrálo 0:2, doma však Pak Či-song a Cocu poslali svůj tým do vedení 2:0. Massimo Ambrosini snížil toto vedení na 1:2 a Cocu vsítil poslední gól večera na 3:1. Pravidlo venkovních gólů poslalo do finále AC Milán.

## Reprezentační kariéra
Je to jeden z mála zkušených hráčů, které reprezentační trenér Marco van Basten povolal na Mistrovství světa v roce 2006 konaném v Německu. Na tomto turnaji odehrál Phillip Cocu svůj stý reprezentační zápas za Oranjes. Za svou kariéru se zúčastnil několika vrcholových turnajů, mimo jiné Eura 1996, Eura 2000, Eura 2004, Mistrovství světa 1998.

### Reprezentační zápasay
Zápasy Phillipa Cocu v A-mužstvu nizozemské reprezentace
| Rok    | Zápasy | Góly |
| ------ | ------ | ---- |
| 1996   | 9      | 2    |
| 1997   | 6      | 0    |
| 1998   | 15     | 2    |
| 1999   | 7      | 0    |
| 2000   | 13     | 0    |
| 2001   | 8      | 1    |
| 2002   | 7      | 1    |
| 2003   | 9      | 1    |
| 2004   | 13     | 1    |
| 2005   | 7      | 2    |
| 2006   | 7      | 0    |
| Celkem | 101    | 10   |